# 틴 예드바이
틴 예드바이(크로아티아어: Tin Jedvaj, 1995년 11월 28일 ~ )는 크로아티아의 축구 선수로, 현재 수페르리가 엘라다의 클럽 파나티나이코스에서 뛰고 있다. 그는 겨우 17살이라는 나이에 5백만 유로에 해당하는 큰 금액으로 로마에 입단하였다.

## 개인 삶
그의 아버지는 보스니아의 전직 축구선수 즈덴코 예드바이다. 그의 가족들은 보스니아 헤르체고비나의 모스타르 출신이다.

## 수상 경력

### 클럽
디나모 자그레브
- 프르바 HNL: 2012–13
- 크로아티아 슈퍼컵: 2013

### 국가대표팀
크로아티아
- FIFA 월드컵 준우승: 2018[1]